# 丹大煙管蝸
丹大煙管蝸（学名：Hemiphaedusa tantaensis）为煙管蝸牛科臺灣紡錘煙管蝸牛屬下的一个种。該物種主要分布於臺灣中部的南投縣信義鄉丹大溪北岸、五里亭等地區。學名來自模式標本產地南投縣信義鄉的丹大。